# Петров Андрій Володимирович
Андрій Володимирович Петров (нар. 22 грудня 1975) — український футболіст, який грав на позиції півзахисника. Відомий за виступами у вищій лізі України за дніпропетровський «Дніпро», виступав також у вищому дивізіоні Молдови за «Тилігул-Тирас» і найвищому дивізіоні Узбекистану за клуб «Навбахор».

## Кар'єра футболіста
Андрій Петров є вихованцем дніпропетровської футбольної школи «Дніпро-75», а виступи на футбольних полях розпочав у складі російської команди першої ліги «Торпедо» із Волзького у 1992 році. У кінці 1993 року повернувся до України, й наступного року дебютував у вищій лізі за дніпропетровський «Дніпро», проте в основі зіграв лише 3 матчі, переважно виступаючи за дублюючий склад дніпропетровців. У цьому ж році футболіст грав також за клуби першої ліги «Металург» із Нікополя та другої ліги «Шахтар» із Павлограда, нетривалий час грав також за російську команду другої ліги «Колос» (Биково). У 1995 році футболіст грав за аматорську команду «Зірка-Дніпро» з Новомосковська. У 1996 році Андрій Петров грав за команду першої ліги «Шахтар» з Макіївки. Далі футболіст грав за аматорські команди «Агровест» та «Дружба-Хліб». У 1998 році Петров грав за команду першої ліги «Поліграфтехніка» з Олександрії, а в 1999 році знову грав за аматорський клуб «Дружба-Хліб».
У 2000 році футболіст став гравцем команди української першої ліги СК «Волинь-1» з Луцька. У цій команді футболіст грав протягом одного сезону, в якому зіграв за луцький клуб 28 матчів. Після закінчення сезону футболіст перейшов до команди другої ліги ЛУКОР з Калуша, а наступного сезону паралельно грав також у першій лізі за «Прикарпаття» з Івано-Франківська.
У середині 2003 року Андрій Петров став гравцем узбецького клубу найвищого дивізіону Узбекистану «Навбахор», в якому грав до кінця року. З початку 2004 року футболіст грав за команду другої української ліги «Поділля» з Хмельницького, а за півроку став гравцем МФК «Миколаїв» з однойменного обласного центру. У 2005 році Петров грав за друголіговий клуб «Кримтеплиця», який у сезоні 2005—2006 вийшов до першої ліги. у 2006 році футболіст нетривалий час грав за клуб вищого дивізіону Молдови «Тилігул-Тирас», а пізніше повернувся до України, де грав за «Кристал» з Херсона, а пізніше за «Хімік» з Красноперекопська. У 2007 році Андрій Петров грав за команду першого казахського дивізіону «Енергетик», а після повернення в Україну повернувся до Луцька, де грав за місцеві аматорські клуби ВОПАК (Луцьк) та «Роси» з Рожища. У 2009 році став гравцем польської команди з нижчого дивізіону «Сталь», а в 2011 році грав за аматорський клуб «Гарай», після чого припинив виступи на футбольних полях.

## Після завершення футбольної кар'єри
Після завершення виступів на футбольних полях Андрій Петров розпочав роботу тренером у ДЮСШ луцької «Волині». Одночасно Петров також тренував аматорську команду «Ласка» з Боратина. У кінці липня 2016 року головний тренер «Волині» Віталій Кварцяний після розгромної поразки лучан в чемпіонаті України від дніпровського «Дніпра» вирішив змінити своїх помічників у команді, та запросив стати своїм асистентом і Андрія Петрова. Паралельно Андрій Петров грав також за аматорський клуб ФК «Луцьк», який мав замінити «Волинь» у чемпіонаті України у випадку її банкрутства. Проте, після покращення фінансового стану «Волині», ФК «Луцьк» вимушений був знятися із розіграшу аматорського чемпіонату України, незважаючи на попередні заяви про продовження участі команди в чемпіонаті.